# Islandia en los Juegos Paralímpicos de Tokio 2020
Islandia estuvo representada en los Juegos Paralímpicos de Tokio 2020 por seis deportistas, tres hombres y tres mujeres. El equipo paralímpico islandés no obtuvo ninguna medalla en estos Juegos.